# Nico Sommer
Nico Sommer (* 1983 in Berlin) ist ein deutscher Filmregisseur und Filmeditor.

## Leben und Werk
Nach seinem Zivildienst absolvierte Nico Sommer mehrere Praktika in der Filmbranche und eine Regieassistenzausbildung. Er studierte ab 2006 an der Kunsthochschule Kassel und wählte dabei die Schwerpunkte Spiel- und Dokumentarfilmregie.
Das Berliner Lichtblick-Kino zeigte im Januar 2015 eine Werkschau, bestehend aus dem Dokumentarfilm Die Taktstürmer sowie den beiden Spielfilmen Silvi und Familienfieber.

## Filmografie
- 2006: Durch den Spiegel
- 2008: Stiller Frühling
- 2008: Hotte und Frodo
- 2008: Schäfchen Zählen
- 2010: Solokind
- 2011: Schwarz Weiß Deutsch
- 2011: Die Taktstürmer
- 2011: Vaterlandsliebe
- 2013: Silvi
- 2014: Familienfieber
- 2017: Lucky Loser – Ein Sommer in der Bredouille
- 2019: Verliebt auf Island
- 2021: Mich hat keiner gefragt
- 2022: Ich dich auch![2]

## Auszeichnungen
- 2012: Der Abschlussfilm im Studium Vaterlandsliebe wurde für den First Steps Award nominiert.
- 2013: Silvi hatte bei der Berlinale Premiere, deutscher Kinostart war am 3. Oktober 2013.
- 2014 Familienfieber. Der Spielfilm erhielt beim Filmfestival in Saarbrücken den Max Ophüls Preis der saarländischen Ministerpräsidentin.[3]